# Bộ Ngân khố Hoa Kỳ
Bộ Ngân khố Hoa Kỳ (tiếng Anh: Department of the Treasury song ở Việt Nam quen gọi là Bộ Tài chính Hoa Kỳ) là một bộ hành chính và ngân khố của chính phủ liên bang Hoa Kỳ. Nó được thiết lập bằng một đạo luật của Quốc hội Hoa Kỳ vào năm 1789 để quản lý tiền thu thuế của chính phủ. Bộ Ngân khố Hoa Kỳ do Bộ trưởng Ngân khố Hoa Kỳ, một thành viên trong nội các Hoa Kỳ, điều hành. Bộ Ngân khố Hoa Kỳ được xem là tương đương với các bộ tài chính trên thế giới.
Bộ trưởng Ngân khố Hoa Kỳ đầu tiên là Alexander Hamilton. Ông tuyên thệ nhậm chức vào ngày 11 tháng 9 năm 1789. Hamilton được tổng thống George Washington yêu cầu phục vụ sau khi yêu cầu Robert Morris. Morris từ chối lời yêu cầu và thay vào đó đã giới thiệu Hamilton. Hầu như Hamilton làm việc một mình để thảo ra hệ thống tài chính đầu tiên của quốc gia, và trong nhiều năm ông cũng còn là bộ mặt chính yếu trong chính phủ của tổng thống George Washington. Hình của ông có trên phía mặt phải của tờ giấy bạc 10 đô la Mỹ và hình của tòa nhà Bộ Ngân khố nằm trên mặt trái của tờ giấy bạc.
Ngoài bộ trưởng, một trong những viên chức Ngân khố nổi tiếng nhất là Thống đốc Ngân khố Hoa Kỳ, thu nhận và giữ tiền cho chính phủ Hoa Kỳ. Tất cả các tiền giấy hiện đại của Hoa Kỳ đều có chữ ký của bộ trưởng và thống đốc ngân khố.
Bộ Ngân khố in tất cả các loại tiền giấy và đúc tiền kim loại để lưu hành qua Cục Ấn loát Bộ Ngân khố (Bureau of Engraving and Printing, in tiền giấy, trái phiếu) và Cục Đúc tiền Kim loại Hoa Kỳ (United States Mint). Bộ Ngân khố cũng thu tất cả các loại thuế liên bang qua Sở thuế vụ Hoa Kỳ (Internal Revenue Service), và quản lý các giấy tờ liên quan đến công nợ của chính phủ Hoa Kỳ.

## Lịch sử

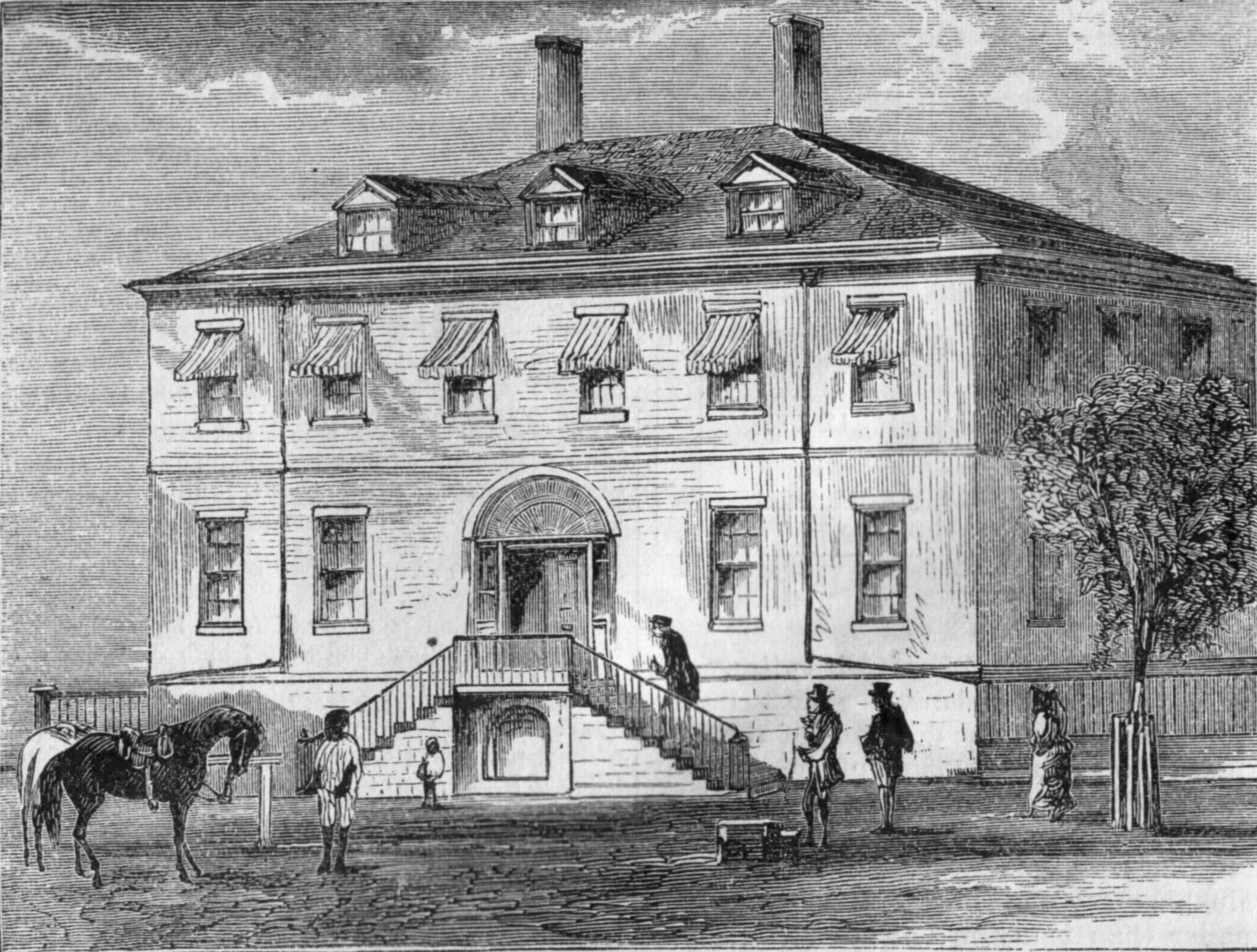
Tòa nhà Bộ Ngân khố Hoa Kỳ năm 1804. Tòa nhà này đã bị người Anh đốt cháy vào ngày 25 tháng 8 năm 1814.

Văn phòng Thống đốc Ngân khố Hoa Kỳ là văn phòng duy nhất thuộc Bộ Ngân khố Hoa Kỳ có lịch sử lâu đời hơn cả Bộ Ngân khố Hoa Kỳ khi nó được Quốc hội Lục địa thiết lập vào năm 1775. Michael Hillegas phục vụ với vai trò Thống đốc Ngân khố Hoa Kỳ đầu tiên và xuyên suốt thời Cách mạng Mỹ cho đến khi Quốc hội Hoa Kỳ thiết lập Bộ Ngân khố vào ngày 2 tháng 9 năm 1789.

## Trách nhiệm
Các chức năng cơ bản của Bộ Ngân khố gồm có:
- Quản lý tài chính liên bang;
- Thu thuế, chi thu tiền;
- Phát hành tem thư, giấy bạc, tiền kim loại;
- Quản lý các tài khoản, trương mục và công nợ của chính phủ;
- Giám sát các ngân hàng quốc gia và các hội cho vay và tiết kiệm;
- Cố vấn về tài chính quốc tế và quốc nội, chính sách thuế và mậu dịch, kinh tế, tiền tệ
- Cưỡng chế thực thi chính sách về luật thuế và tài chính liên bang;
- Điều tra và xét xử những người trốn thuế, làm tiền giả, làm tài liệu tài chính giả, buôn lậu, pha nấu chất cồn giả, và những người phạm luật sử dụng súng.

## Tổ chức
- Bộ trưởng Ngân khố
  - Phó Bộ trưởng Ngân khố Hoa Kỳ
    - Thống đốc Ngân khố Hoa Kỳ

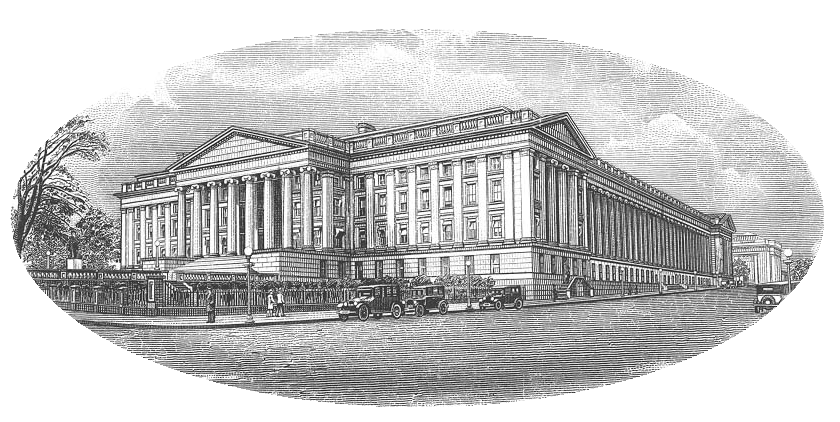
Tòa nhà ngân khố Hoa Kỳ ở Washington D.C.

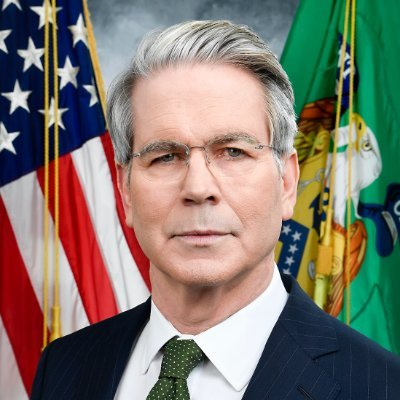
Bộ trưởng Ngân khố Hoa Kỳ Scott Bessent

      - Cục đúc tiền kim loại Hoa Kỳ (United States Mint)
      - Cục ấn loát Bộ Ngân khố (Bureau of Engraving and Printing - in giấy bạc, trái phiếu..)

    - Thứ trưởng đặc trách tài chính trong nước
      - Phụ tá bộ trưởng đặc trách ngân hàng
      - Phụ tá bộ trưởng đặc trách thị trường tài chính
      - Phụ tá bộ trưởng đặc trách về dịch vụ năm tài chính
        - Sở quản lý tài chính
        - Văn phòng công nợ

    - Thứ trưởng đặc trách về các vấn đề quốc tế
      - Phụ tá bộ trưởng đặc trách về các vấn đề quốc tế

    - Thứ trưởng đặc trách về tình báo tài chính và chống khủng bố
      - Phụ tá bộ trưởng đặc trách về việc chống tài trợ khủng bố
      - Phụ tá bộ trưởng đặc trách về phân tích và tình báo
      - Hệ thống thi hành công vụ chống tội phạm tài chính

    - Phụ tá bộ trưởng đặc trách chính sách kinh tế
    - Phụ tá bộ trưởng đặc trách các vấn đề liên quan đến lập pháp
    - Phụ tá bộ trưởng đặc trách quản lý/Viên chức tài chính trưởng
    - Phụ tá bộ trưởng đặc trách về các vân đề công cộng/Giám đốc kế hoạch chính sách
    - Phụ tá bộ trưởng đặc trách chính sách thuế
      - Sở thuế vụ Hoa Kỳ
      - Văn phòng đặc trách mậu dịch và thu thuế chất cồn, thuốc lá

    - Tổng thanh tra về quản lý thuế (TIGTA) Official website
    - Văn phòng tham vấn Bộ Ngân khố
      - Văn phòng quản trị tiền tệ
      - Văn phòng giám sát việc cho vay và tiết kiệm